# Milestone Records
La Milestone Records è un'etichetta discografica statunitense specializzata in musica jazz e blues, fondata nel 1966 da Orrin Keepnews e Dick Katz.
L'etichetta venne acquistata dalla Fantasy Records nel 1972. Da allora ha pubblicato prevalentemente ristampe di album di nomi storici del jazz quali Jelly Roll Morton, King Oliver, e New Orleans Rhythm Kings. Sonny Rollins e McCoy Tyner sono due dei musicisti che hanno inciso per la Milestone.
Un'altra casa discografica denominata Milestone Records fu attiva negli anni cinquanta, pubblicando dischi di The Jodimars e The Blue Jays. Il proprietario di questa etichetta era il musicista rockabilly Werly Fairburn.